# Rouy-le-Petit

Rouy-le-Petit este o comună în departamentul Somme, Franța. În 1 ianuarie 2022 avea o populație de 103 de locuitori.